# Java SE
Java Platform, Standard Edition (nebo Java SE, dříve Java 2 Standard Edition nebo J2SE) je vlastně Java, tak jak byla vyvíjena od první verze a postupně rozšiřována. Když firma Sun Microsystems zavedla termín platforma Java, bylo třeba původní kolekci API odlišit od ostatních verzí, proto vzniklo toto označení.

## Součásti Java SE
- definice běhového prostředí (virtuální stroj)
- API knihoven základních funkcí
- API knihoven pro vytváření klientských desktopových aplikací (AWT – nejstarší, Swing – novější, (do verze Java 11 to byla i Java FX).